# Himalrandia lichiangensis
Himalrandia lichiangensis là một loài thực vật có hoa trong họ Thiến thảo. Loài này được (W.W.Sm.) Tirveng. mô tả khoa học đầu tiên năm 1983.